# Michał od Świętych
Święty Michał od Świętych OSsT, właśc. Miguel Argemír (ur. 29 września 1591 w Vic (Katalonia), zm. 10 kwietnia 1625 w Valladolid) – hiszpański duchowny z zakonu trynitarzy, święty Kościoła katolickiego.
Był synem Enrico Argemíra i Margaret Monserrady. Od 1603 roku przebywał w klasztorze Zakonu Trójcy Przenajświętszej w Barcelonie. Śluby zakonne złożył w klasztorze św. Lamberta w Saragossie, gdzie przebywał w latach 1606-1607, u trynitarzy trzewiczkowych. Po przejściu do trynitarzy bosych powtórnie odbył nowicjat i powtórną profesję złożył w styczniu 1609 roku w Alcali. Przebywał kolejno w La Sonanie, Salamance i Baezie, a po ukończeniu studiów teologicznych został kaznodzieją i nauczycielem. W 1622 wybrany został na przełożonego klasztoru w Valladolid. Zapamiętany został z poświęcenia uczynkom miłości. Napisał traktat Breve tratado de la tranquilidad del alma i pozostawił po sobie także listy.
Beatyfikowany został 24 maja 1779 przez papieża Piusa VI, a kanonizowany 8 czerwca 1862 przez papieża Piusa IX.
Jego wspomnienie obchodzone jest 10 kwietnia.